# Salzburg Hauptbahnhof (Busbahnhof)
Der Busbahnhof Salzburg Hauptbahnhof ist ein wichtiger Knotenpunkt des öffentlichen Personennahverkehrs in Salzburg. Er liegt in der Elisabeth-Vorstadt am Salzburger Hauptbahnhof.

## Geschichte
Der Bahnhofsvorplatz wurde im Zuge der Lokalbahn-Verlegung bis 1996 komplett umgebaut. Früher hielten die städtischen Obusse direkt vor dem Bahnhofsgebäude, waren große Teile des Südtiroler Platzes dem Individualverkehr vorbehalten und die Lokalbahn ans nördliche Ende des Platzes verbannt gewesen. Auch dem Busbahnhof des Post- und Bahnbus war viel Platz eingeräumt worden.

## Linien

### Obus
Die Oberleitungsbus Salzburg betreibt folgende Linien:
- 1 nach Europark / Kleßheim und Messe
- 2 nach Walserfeld und Obergnigl
- 3 nach Salzburg Süd und Landstraße
- 5 nach Birkensiedlung und Itzling Planzmann
- 6 nach Itzling West und Parsch
- 14 nach Polizeidirektion und Liefering

### Albus
Die Albus Salzburg Verkehrsbetrieb betreibt folgende Linien:
- 22 nach Vilniusstraße / Josefiau
- 23 nach Parsch / Zentrum / Leopoldskron
- 25 nach Grödig
- 840 nach Berchtesgaden

### Regionalbus
Durch den Regionalbusverkehr werden folgende Linien detrieben:
- 111 nach Moosdorf
- 120 nach Mattsee über Obertrum, weiter nach Palting
- 121 nach Mattsee über Seeham, weiter nach Neumarkt am Wallersee
- 130 nach Straßwalchen
- 131 nach Berndorf bei Salzburg
- 140 nach Mondsee
- 149 zur HLW Ried am Wolfgangsee
- 150 nach Bad Ischl
- 152 nur ankommend aus Koppl
- 154 nach Strubklamm
- 155 nach Faistenau und Hintersee
- 160 nach Hallein
- 170 nach Golling an der Salzach
- 175 nach Rif
- 180 nach Bad Reichenhall
- 260 nach Zell am See
- 270 nach Tamsweg
- 915 Nachtbus nach St. Gilgen

## Umsteigemöglichkeiten

### Linien, die ab Salzburg Hbf fahren
Der Busbahnhof ist ein wichtiger Knotenpunkt des Salzburger ÖPNV-Systems. Hier kann man von den Obussen und Bussen in alle S-Bahn-Linien (außer S4) umsteigen. Der Fernverkehr ist auch bedeutend. Die WESTbahn fährt nach Wien Westbahnhof, der Railjet nach Flughafen Wien / Klagenfurt Hbf / Zürich HB / München Hbf, EuroCitys nach Deutschland.